# 地域人民闘争
地域人民闘争（ちいきじんみんとうそう）は、戦後期に日本共産党および同党系の労働組合が採用した戦術の1つ。労働組合の闘争に地域の問題を取りこむことで共闘体制を確立しようとした。
元は二・一ストの挫折を受けて、1947年6月に全逓信従業員組合がGHQによるスト規制に対抗するために採用、翌年2月には日本共産党も「民主民族戦線」構想を掲げて正式に採用し、同年3月の3月闘争で展開された。そもそも、この運動は共闘によって地域の既存の権力を圧迫・麻痺させて地域の主導権を確保することで中央における闘争を有利に導くものであったが、後に地方自治体の主導権を巡る保守勢力との争いと化してしまい、本来の趣旨とは違う政治闘争・街頭闘争へと展開していった。